# Prąd Irmingera
Prąd Irmingera – ciepły prąd morski na północnym Atlantyku będący odgałęzieniem Prądu Północnoatlantyckiego (Prądu Zatokowego). Płynie z prędkością ok. 1 km/h ze wschodu na zachód wzdłuż południowych wybrzeży Islandii.
Temperatura jego wód wynosi 5–7 °C w zimie i 10–12 °C w lecie.